# Le Voyage de Mickey
Pour plus de détails, voir Fiche technique et Distribution.
Le Voyage de Mickey (Mr. Mouse Takes a Trip) est un dessin animé de Mickey Mouse produit par Walt Disney pour RKO Radio Pictures, et sorti le 1er octobre ou 1er novembre 1940.

## Synopsis
Mickey décide de partir en voyage par le train. Il part de la gare de Burbank pour Pomona en compagnie de Pluto. Mais le chef de gare et contrôleur, Pat Hibulaire ne souhaite pas voir de chien à bord.

## Fiche technique
- Titre original : Mr. Mouse Takes a Trip
- Autres Titres[2] :
  - Allemagne : Herr Maus auf großer Fahrt
  - Finlande : Mikki jäniksenä junassa
  - France : Le Voyage de Mickey
  - Suède : Pluto åker tåg
- Série : Mickey Mouse
- Réalisateur : Clyde Geronimi
- Animateur : Ed Love
- Voix : Walt Disney (Mickey), Billy Bletcher (Pat), Pinto Colvig (Pluto)
- Producteur : Walt Disney, John Sutherland
- Distributeur : RKO Radio Pictures
- Date de sortie : 1er octobre[2] ou 1er novembre[3] 1940
- Format d'image : Couleur (Technicolor)
- Musique : Leigh Harline, Oliver Wallace
- Son : Mono (RCA Photophone)
- Durée : 8 min
- Langue : (en)
- Pays :  États-Unis

## Voix françaises
- Jean-Paul Audrain : Mickey Mouse
- Michel Vocoret : Pat Hibulaire